# Інтегрований дозвіл
Інтегрований дозвіл — це офіційний документ дозвільного характеру з переліком вимог до обсягів забруднення та заходів, необхідних для комплексного захисту довкілля при експлуатації підприємства. При видачі інтегрованих дозволів враховується економічна та технічна доцільність впровадження найкращих доступних технологій та методів управління.
Інтегрований дозвіл є одним з ключових елементів Директиви 2010/75/ЄС Європейського Парламенту та Ради від 24 листопада 2010 року про промислове забруднення (Інтегроване запобігання та контроль забруднення. Переглянута). Метою впровадження інтегрованого дозволу є зменшення забруднення від промислових підприємств за рахунок застосування декількох підходів.
По-перше, запровадження так званого комплексного підходу, тобто об’єднання декількох дозвільних процедур в одну: дозволу на викиди забруднюючих речовин в атмосферне повітря, дозволів на спецводокористування та скидання промислових стічних вод в системи централізованого водовідведення, дозволу на здійснення операцій у сфері поводження з відходами. Таким чином, завдяки впровадженню інтегрованого дозволу великі підприємства можуть отримувати один дозвіл замість трьох, що значною мірою зменшує адміністративне навантаження.
По-друге, граничні обсяги промислового забруднення для підприємств встановлюються на основі найкращих доступних технологій та методів управління, що дозволяє уніфікувати вимоги для різних економічних секторів та значно зменшити вплив промислових підприємств на довкілля.
По-третє, запровадження диференційованого підходу до визначення переліку промислових підприємств, що можуть отримувати інтегрований дозвіл: лише великі підприємства окремих видів діяльності, що чинять значний вплив на навколишнє природне середовище. Для інших промислових підприємств передбачено спрощену дозвільну процедуру, що встановлюється кожною країною окремо.
Окрім цього, удосконалення правил інформування громадськості про умови надання інтегрованого дозволу та дані фактичних обсягів промислового забруднення сприяє відкритості та прозорості дозвільної процедури в цілому.

## Історія виникнення та впровадження
У зв’язку з підвищенням зацікавленості громадськості до проблем, пов’язаних з навколишнім природним середовищем, з’явилася потреба у посиленні відповідальності суб’єктів господарювання за вплив на навколишнє природне середовище. Заходи, які вживалися для запобігання промисловому забрудненню, були направлені на кожен компонент окремо (атмосферне повітря, вода, ґрунти тощо), що перешкоджало ефективному вирішенню проблеми. Саме тому у Європейському Союзі було здійснено спробу змінити традиційний монокомпонентний підхід і запропоновано концепцію інтегрованого запобігання та контролю забруднення, що вперше з’явилася у Директиві 96/61/ЄС, яка була прийнята у вересні 1996 року, і охоплювала усі компоненти навколишнього природного середовища. Відповідно до Директиви 96/61/ЄС, усі країни-члени ЄС мали запровадити систему інтегрованого дозволу. Ця концепція увійшла і до нової редакції Директиви 96/61/ЄС у 2008 році (Директива 2008/1/ЄС), а пізніше стала складовою Директиви 2010/75/ЄС про промислове забруднення.
Окрім країн Європейського Союзу, інтегрований підхід запроваджують у країнах, які є офіційними кандидатами на вступ до ЄС або інтегруються в європейський простір. Так, наприклад, у Чорногорії, яка ще у 2010 році отримала статус офіційного кандидата на вступ до Європейського Союзу, в рамках імплементації Директиви 2010/75/ЄС прийнято ряд документів, що передбачають реформування старого покомпонентного підходу та запровадження інтегрованого дозволу. Згідно з програмою уряду Чорногорії визначено кінцеві терміни для десяти промислових об’єктів, що потребували надання інтегрованого дозволу для здійснення своєї діяльності — до 1 січня 2015 року. У результаті чотири з них отримали ліцензію інтегрованого запобігання та контролю забруднення, у той час як для інших промислових об’єктів кінцевий термін видачі дозволу був подовжений до 1 січня 2018 року, а пізніше — до 2020 року. Таким чином, Чорногорія запроваджує систему інтегрованих дозволів і наразі активно її використовує.
Щодо країн Східного партнерства, то система інтегрованого дозволу поки не запроваджена, проте у рамках імплементації Директиви про промислове забруднення така реформа системи природоохоронних дозволів планується. Яскравим прикладом є Грузія, яка у 2014 році підписала Угоду про асоціацію з Європейським Союзом, що набула чинності у червні 2016 р. Одним з заходів імплементації Угоди про асоціацію між Грузією і ЄС є запровадження системи інтегрованого дозволу (Статті 4, 5, 6, 12, 17(2), 21, 24 та Додаток IV Директиви 2010/75/ЄС). Ця система має бути запроваджена протягом 6 років з моменту набуття Угодою про асоціацію чинності, тобто до 2022 року.
Деякі країни за межами ЄС також розглядають можливості щодо впровадження системи інтегрованого запобігання та контролю промислового забруднення. Так, у Республіці Корея у 2015 році було ухвалено Закон про інтегроване регулювання промислових об'єктів, що забруднюють навколишнє природне середовище. Закон передбачає зміну старого підходу - видачі декількох окремих дозволів, що охоплюють окремі компоненти навколишнього природного середовища - на видачу інтегрованого дозволу. Закон набув чинності 1 січня 2017 року, а видача інтегрованих дозволів запланована на період протягом 4 років (до 2021 року).
У Мексиці на національному рівні діє система інтегрованого дозволу. Підприємства-забруднювачі мають отримати Інтегровану екологічну ліцензію (Licencia Ambiental Única) для здійснення своєї діяльності, що охоплює оцінку впливу на довкілля, викиди в атмосферне повітря, небезпечні відходи та скидання промислових стічних вод в системи централізованого водовідведення. Крім того, кожне промислове підприємство щорічно звітує про фактичні обсяги викидів та операції поводження з відходами. Проте на рівні штатів та місцевому рівні підприємства можуть отримувати окремі дозволи для різних компонентів навколишнього природного середовища, тобто система інтегрованого дозволу не є універсальною і дещо відрізняється від концепції інтегрованого запобігання та контролю промислового забруднення, що застосовується у Європейському Союзі.

## Сфера застосування
Інтегрований дозвіл застосовується до установок, які значно забруднюють навколишнє природне середовище. Такі установки зобов’язані впроваджувати на виробництві та технологічному обладнанні найкращі доступні технології та методи керування (НДТМ) та здійснювати виробничу діяльність лише за наявності інтегрованого дозволу.
Перелік категорій видів діяльності, а також граничні значення обсягів виробництва, до яких застосовується система інтегрованого дозволу для держав-членів ЄС, міститься у Додатку І Директиви 2010/75/ЄС про промислове забруднення і складається з шести груп: енергетичний сектор, виробництво та обробка металів, промисловість з переробки мінеральної сировини, хімічна промисловість, поводження з відходами та інші види діяльності (зокрема, виробництво целюлози, паперу, дубленої шкіри та хутра, інтенсивне вирощування птиці та свиней, обробка виробів із застосуванням органічний розчинників тощо).

## Складові інтегрованого дозволу
Інтегрований дозвіл має на меті зменшення, запобігання та контроль промислового забруднення навколишнього природного середовища в цілому і охоплює такі компоненти:
- гранично допустимі викиди забруднюючих речовин в атмосферне повітря;
- вимоги до водокористування (підземні та поверхневі води) та гранично допустимі скиди зі зворотними водами;
- скидання промислових стічних вод у системи центрального водовідведення;
- операції у сфері поводження з відходами;
- охорона ґрунтів та запобігання забрудненню підземних вод;
- ефективність енергоспоживання та використання сировини;
- дії у випадку аварійних ситуацій та запобігання їм;
- виведення з експлуатації після закінчення терміну служби обладнання або дострокового припинення виробництва та відновлення території промислового майданчика до безпечного стану;
- шумовий вплив на навколишнє природне середовище, запахи тощо.

Важливою складовою процедури видачі інтегрованого дозволу є переговорний процес між оператором установки та дозвільним органом щодо порядку та графіку запровадження природоохоронних заходів на промисловому об’єкті, у результаті якого узгоджується план заходів для зменшення впливу на довкілля з урахуванням економічної доцільності впровадження найкращих доступних технологій і методів керування та обґрунтувань. Впровадження найкращих доступних технологій і методів керування є ключовою умовою надання інтегрованого дозволу.
Відповідно до Статті 15 Директиви 2010/75/ЄС, установка може використати опцію «відхилення», надавши обґрунтування економічної недоцільності використання найкращих доступних технологій і методів керування, а також зміни графіку їх впровадження. Така опція застосовується за умови певних технічних та технологічних характеристик промислового об’єкта, що можуть призвести до надмірних витрат при застосуванні НДТМ. Наприклад, якщо запровадження найкращих доступних технологій та методів керування негативно впливає на якість самої продукції та послуг або ж призводить до перенесення негативного впливу на інші компоненти навколишнього природного середовища (тоді застосовується альтернатива НДТМ). Окремою причиною для застосування опції «відхилення» може стати географічне розташування установки.

## Моніторинг та звітність
Для ефективного впровадження системи інтегрованого дозволу, Директивою про промислове забруднення передбачено створення ефективної системи нагляду та контролю, що полягає у взаємодії чотирьох зацікавлених сторін:
1. суб’єкт господарювання — оператор установки, для здійснення діяльності якої необхідний інтегрований дозвіл;
2. уповноважений орган — центральний орган виконавчої влади, що відповідає за реалізацію державної політики у сфері інтегрованого запобігання та контролю промислового забруднення, а також видає та вносить зміни до документів дозвільного характеру;
3. центральний орган виконавчої влади, що здійснює державний нагляд і контроль у сфері охорони природного навколишнього середовища та природних ресурсів, зокрема, у сфері запобігання та контролю промислового забруднення;
4. громадськість — неурядові громадські організації, населення, що проживає на території впливу діяльності промислового об’єкта тощо.

Оператори установок мають проводити моніторинг кількісних показників промислового забруднення та звітувати щодо їх відповідності вимогам, зазначеним у документах дозвільного характеру (самомоніторинг підприємств-забруднювачів). Первинні дані моніторингу та звітність щодо відповідності вимогам, зазначеним у документах дозвільного характеру мають бути оприлюднені (до прикладу опубліковані в електронній інформаційній системі) та бути відкритими для громадськості та інших зацікавлених сторін. Окрім цього, з боку органу, що здійснює контроль у сфері охорони навколишнього середовища проводиться додатковий моніторинг відповідності кількісних показників промислового забруднення установки вимогам, зазначеним у документі дозвільного характеру, та публікується відповідний звіт.

## Участь громадськості
Одним з ефективних інструментів, що передбачає Директива про промислове забруднення у процесі видачі інтегрованого дозволу є забезпечення доступу громадськості до дозвільного процесу та належного врахування результатів консультацій із громадськістю уповноваженим органом при ухваленні рішення щодо надання дозволу. Відповідно до положень Директиви 2010/75/ЄС, “активна участь громадськості є важливим елементом у процесі прийняття рішення про надання інтегрованого дозволу, внесення змін до документів дозвільного характеру, а також моніторингу виконання умов та відповідності вимогам інтегрованого дозволу”. Крім того, громадськість має бути поінформована про початок дозвільної процедури до ухвалення рішення (Додаток IV Директиви про промислове забруднення). Також громадськість має право на доступ до звітності установок та їх відповідності вимогам, зазначеним у документі дозвільного характеру.
Заходи щодо інформування громадськості визначаються кожною країною окремо, проте існує вимога визначення часових рамок для різних етапів дозвільної процедури, що дасть змогу зацікавленій громадськості підготуватися та ефективно брати участь у процесі прийняття рішень.